# Groupe de NGC 2708
Le groupe de NGC 2708 comprend au moins quatre galaxies situées dans la constellation de l'Hydre. La distance moyenne entre ce groupe et la Voie lactée est d'environ 31,6 Mpc (∼103 millions d'al). 

## Membres
Le tableau ci-dessous liste les quatre galaxies du groupe indiquées dans l'article de A.M. Garcia paru en 1993.   
| Nom      | Class.       | Type                  | α (J2000.0)   | δ (J2000.0)  | Vitesse radiale (km/s) | m    | Distance (Mpc) | Diamètre (kal) |
| -------- | ------------ | --------------------- | ------------- | ------------ | ---------------------- | ---- | -------------- | -------------- |
| NGC 2695 | SAB(s)0^0^?  | Lenticulaire          | 08h 54m 27.1s | -03° 04′ 01″ | 1833 ± 5               | 11,9 | 31,6 ± 2,2     | 62             |
| NGC 2699 | E?           | Elliptique            | 08h 55m 48.8s | -03° 07′ 39″ | 1868 ± 5               | 12,6 | 32,1 ± 2,3     | 26             |
| NGC 2706 | Sbc?         | Spirale               | 08h 56m 12.3s | -02° 33′ 48″ | 1631 ± 5               | 13,0 | 28,6 ± 2,0     | 62             |
| NGC 2708 | SAB(s)b pec? | Spirale intermédiaire | 08h 56m 08.0s | -03° 21′ 36″ | 2008 ± 6               | 12,0 | 34,2 ± 2,4     | 94             |

Le site DeepskyLog permet de trouver aisément les constellations des galaxies mentionnées dans ce tableau ou si elles ne s'y trouvent pas, l'outil du site constellation permet de le faire à l'aide des coordonnées de la galaxie. Sauf indication contraire, les données proviennent du site NASA/IPAC.